# VizieR
VizieR és un servei de catàlegs astronòmics proporcionat pel Centre de Dades astronòmiques d'Estrasburg, en francès Centre de Données astronomiques de Strasbourg (CDS).
L'origen de VizieR es remunta a 1993, quan sorgeix el European Space Information System Catalogue Browser (ESIS) de l'Agència Espacial Europea. Inicialment pretenia atendre a la comunitat científica, precedint a la World Wide Web com una base de dades de xarxa que permetés l'accés uniforme a un conjunt heterogeni de catàlegs i dades.
El Centre de Dades astronòmiques d'Estrasburg sempre ha estat un centre de referència per a la recopilació i divulgació de dades astronòmiques, per la qual cosa no és casual que el navegador ESIS original estigués radicat en el CDS. Des del seu inici en 1996, VizieR ha estat un punt de referència per a astrònoms de tot el món involucrats en la recerca, tenint accés a dades catalogades amb regularitat i publicades en diaris astronòmics. El nou servei VizieR va ser restaurat en 1997. pel CDS per servir millor la comunitat en termes de capacitat de cerca i volum de dades. A febrer de 2020 conté més de 19500 catàlegs, excedint de lluny qualsevol servei d'aquesta classe en el seu camp.
Amb l'adveniment del Astrophysical Virtual Observatory el catàleg de VizieR ha guanyat la importància a ser la font de totes les dades catalogades dins de la comunitat.

## Altres referències
- F. Ochsenben; P. Bauer; J. Marcout «The VizieR database of astronomical catalogues». Astronomy and Astrophysics Supplement, 2000.
- Ochsenbein, F.; Genova, F.; Egret, D.; Bourekeb, I.; Sadat, R.; Ansari, S. G.; Simonsen, I., 1995, A new research tool to retrieve data from astronomical catalogues and tables, American Astronomical Society, 187th AAS Meeting, #91.03; Bulletin of the American Astronomical Society, Vol. 27, p.1418
- Ochsenbein, F., 1996, VizieR, the new catalogue interface at CDS, Bull. Inf. Centre Données Stellaires, Vol. 48, p.47